# روی براین
روی براین (انگلیسی: Roy Brien; ۱۱ نوامبر ۱۹۳۰ – ۲۷ ژانویهٔ ۱۹۸۷) بازیکن فوتبال اهل بریتانیا بود.
از باشگاه‌هایی که در آن بازی کرده‌است می‌توان به باشگاه فوتبال پورت ویل اشاره کرد.